# Helmuth Plessner
Pour les articles homonymes, voir Plessner.
Helmuth Plessner (4 septembre 1892 à Wiesbaden – 12 juin 1985 à Göttingen) est un philosophe et sociologue allemand, l'un des principaux représentants de l'anthropologie philosophique (avec Max Scheler et Arnold Gehlen).

## L'anthropologie plessnerienne
Le fondement de l'anthropologie philosophique allemande était de mettre à profit les enseignements des sciences de la nature (biologie, zoologie, éthologie, paléoanthropologie, etc.) et des sciences humaines pour tenter de cerner les caractéristiques de l'espèce humaine, sa position spécifique dans le monde face aux règnes minéral, végétal et animal.
Contrairement à Scheler, Plessner ne s'interroge pas sur l'essence intemporelle de l'homme ni ne détermine l'humain (comme le fera Gehlen) par son caractère inachevé et lacunaire.
L'anthropologie plessnerienne (principalement développée dans son ouvrage Die Stufen des Organischen und der Mensch) se fonde autour de la catégorie de « positionalité excentrique ». Celle-ci se veut une réponse à deux questions directrices :
1. Que différencie le vivant de l'inanimé ?
2. Comment s'organise le vivant ?

La première question trouve réponse dans le concept de limite (« Grenze »). Contrairement aux corps non organisés, les organismes disposent d’un rapport à leur environnement, rapport régulé par leurs propres limites. Les plantes et les animaux sont ainsi des êtres déterminés par leur limite (ou frontière) spécifique. La seconde réponse est indissociable du concept de « position ». Plessner distingue trois formes (ou étapes) d'organisation du vivant : le végétal, l'animal et l'humain, chacun possédant une « positionalité » spécifique. Les plantes sont structurées de façon ouverte car elles ne possèdent aucun organe central. Les animaux sont une organisation centrée (ou fermée) car leur vie s'agence autour d'un centre constitutif et nécessaire. La positionalité des hommes est au contraire excentrique puisque, par nature, l'homme peut entretenir un rapport réflexif à vie. La conscience de soi constitue un élément de ce rapport réflexif que Plessner – contrairement à la tradition philosophique – n'évalue pas comme un phénomène mental (« geistig ») mais, au contraire, le considère en regard de son origine biologique. Ce mode d'organisation est selon lui indissociable d'un double aspect (« Doppelaspekt ») : en tant qu'un être humain nous possédons un corps (« Körper ») et nous sommes un corps (« Leib »).
De cette positionalité excentrique, Plessner déduit trois lois anthropologiques :
1. La loi de l'artificialité naturelle (la culture) ;
2. La loi de l'immédiateté médiatisée (l'histoire) ;
3. La loi du lieu utopique (la religion) ;

Dans un ouvrage ultérieur (Macht und menschliche Natur), Helmuth Plessner y ajoutera une quatrième loi, celle de l'insondabilité (« Unergründlichkeit ») de l'homme, laquelle ouvre à des considérations d'ordre politique.
Partant de la constitution biologique de l'homme, Plessner avait pour objectif de fonder philosophiquement la sociologie et ses disciplines sœurs. L'objection courante adressée à l'anthropologie selon laquelle celle-ci resterait restreinte à une conception anhistorique de l'essence humaine ne trouve ici aucune pertinence. Bien au contraire, les lois fondamentales de Plessner affirment l'ouverture au monde de l'homme et la nécessité de le façonner artificiellement, historiquement et socialement – et ce en raison de sa constitution singulière.

## Continuité entre sciences de la nature et sciences de l'esprit
L'un des principaux aspects novateurs de l'approche de Plessner a été d'avoir dépassé le conflit entre sciences naturelles et sciences de l'esprit – lequel légitime une incompatibilité réductrice entre les perspectives subjectives et objectives. Le fondement de cette querelle trouve son origine, selon Plessner, dans le mauvais emploi de la « double aspectivité » relative à la situation humaine : le fait que l'homme soit et possède à la fois un corps et une existence psychique, qu'il se sait simultanément être une chose corporelle et un être d'esprit. Depuis Descartes, la pensée occidentale surmonte cette difficulté en privilégiant soit l'esprit soit le physique (la tension objet/sujet). Ce type de pensée insiste soit sur le monde mental de l'expérience ou, au contraire, sur le monde physique au lieu de les envisager de façon continue, dans une imbrication mutuelle. Le clivage entre le point de vue naturel et celui de la conscience divise les sciences de la nature et de l'esprit en cela qu'il excède la représentation globale que l'homme se fait de lui-même. En conservant la double perspective de l'imbrication esprit/nature, Plessner dépasse ce problème. Sa philosophie fondée sur des faits biologiques réitère de façon constante l'examen de la composition paradoxale de l'expérience humaine de soi et du monde.
Dès 1928 Helmuth Plessner dans son livre Les degrés de l'organique et l'homme se démarque explicitement de la voie de l'analytique du Dasein du philosophe Martin Heidegger accusée d'écarter la « vie » au profit de l'« existence ».

## Principales publications
Traduction française
- Le rire et le pleurer. Une étude des limites du comportement humain (1941, trad. fr., Maison des Sciences de l'Homme, 215 p., 1995  (ISBN 978-2735105922))
- Les degrés de l'organique et l'Homme. Introduction à l'anthropologie philosophique (1928, trad. fr. Pierre Osmo, Gallimard, NRF "Bibliothèque de philosophie", 544 p., 2017  (ISBN 978-2070763788))
- La Nation retardataire. Sur les égarements politiques de l'esprit bourgeois (1935/1959, trad. fr., PUF, 288 p., 2023  (ISBN 978-2130833154))

Titres originaux
- Die wissenschaftliche Idee, ein Entwurf über ihre Form (1913)
- Krisis der transzendentalen Wahrheit im Anfang (1918)
- Die Einheit der Sinne. Grundlinien einer Ästhesiologie des Geistes (1923)
- Grenzen der Gemeinschaft. Eine Kritik des sozialen Radikalismus (1924)
- Die Stufen des Organischen und der Mensch. Einleitung in die philosophische Anthropologie (1928)
- Macht und menschliche Natur. Ein Versuch zur Anthropologie der geschichtlichen Weltansicht (1931)
- Zur Anthropologie des Schauspielers (1948)
- Das Lächeln, in: Pro regno, pro sanctuario, Festschr. für G. van der Leeuw (1950)
- Die verspätete Nation. Über die politische Verführbarkeit bürgerlichen Geistes (1959, ursprünglich 1935)
- Die Frage nach der Conditio humana (1961)
- Die Emanzipation der Macht (1962)
- Anthropologie der Sinne (1970)